# تاتیانا ارفل
تاتیانا اَرفل (به فرانسوی: Tatiana Arfel) زادهٔ ۱۷ مه ۱۹۷۹، نویسنده زن فرانسوی است.

## زندگی‌نامه
تاتیانا اَرفل دانش‌آموختهٔ روانشناسی و ادبیات مدرن است. او نخستین رمان خود را با عنوان L’Attente du soir (انتظار شامگاه) در ۲۰۰۸ منتشر ساخت. از مهم‌ترین رمان‌های دیگر او می‌توان از La Deuxième vie d'Aurélien Moreau (زندگی دوم اورلین مورو) در ۲۰۱۳ نام برد. اَرفل تاکنون برندهٔ حداقل شش جایزهٔ ادبی از جمله جایزهٔ امانوئل روبلس و آلن فورنیه شده‌است.